# Lúrio
El Lúrio és un riu de Moçambic. Marca el limit entre província de Cabo Delgado i la província de Nampula (al sud de la primera).
El riu neix a la riba est del llac Chirwa i es dirigeix al nord-est i després a l'est, fins a desaiguar a l'oceà Índic, a la badia de Lúrio, al sud de Pemba, prop de la vila de Mazeze.
El seu afluent principal és el Malema, que se li uneix per la dreta.